# Круков (Амт Пенцлинер Ланд)
Круков (њем. Krukow) општина је у њемачкој савезној држави Мекленбург-Западна Померанија. Једно је од 60 општинских средишта округа Мириц. Према процјени из 2010. у општини је живјело 172 становника. Посједује регионалну шифру (AGS) 13056033.

## Географски и демографски подаци
Круков се налази у савезној држави Мекленбург-Западна Померанија у округу Мириц. Општина се налази на надморској висини од 67 метара. Површина општине износи 7,1 km². У самом мјесту је, према процјени из 2010. године, живјело 172 становника. Просјечна густина становништва износи 24 становника/km².